# Ludvík z Hohenlohe-Langenburgu
Ludwig Karl Gustav Prinz zu Hohenlohe-Langenburg (11. leden 1823 Graz – 26. července 1866 Hradec Králové) byl rakouský Oberst (Plukovník) a členem vedlejší linie rodu Hohenlohe, který měl majetek v Čechách.

## Život
Ludvík z Hohenlohe-Langenburgu byl plukovník v rakouské armádě a velel v letech 1861 - 1863 c.a.k. dragounskému pluku (Dragonerregiment) „Friedrich August König von Sachsen“ Nr. 3. V bitvě u Hradce Králové byl jako ordonanční důstojník zraněn a následky zranění podlehl 26. července 1866.

### Rodina
Jeho rodiči byli Karl Gustav Wilhelm zu Hohenlohe-Langenburg (1777–1866) a Frederika z Fürstenberka (1781–1858), kteří založili českou větev linie Hohenlohe-Langenburg.
Ludvík z Hohenlohe-Langenburgu se v roce 1857 oženil v Praze s Gabrielou von und zu Trauttmansdorff-Weinsberg (1840–1923). Měli spolu šest dětí:
- 1. Marie (30. 7. 1858 Praha – 23. 7. 1939 Starnberg), manž. 1884 Paul Anton Maria von Almeida (28. 8. 1861 Lisabon – 13. 2. 1942 Starnberg)[6]
- 2. Gottfried (15. 1. 1860 Cegléd – 19. 11. 1933 Červený Hrádek), manž. 1890 Anna von Schönborn-Buchheim (4. 3. 1865 Vídeň – 25. 7. 1954 Weikersheim)[7]
- 3. Max (15. 4. 1861 Praha – 7. 4. 1935 Hall in Tirol), manž. 1891 Karolina ze Sayn-Wittgenstein-Berleburgu (28. 8. 1867 Zell am See – 7. 6. 1945 Mauerbach)[8]
- 4. Gabriela (11. 10. 1862 Vídeň – 2. 9. 1948 Praha), manž. 1883 Engelbert Ferdinand z Auerspergu (21. 2. 1859 Vídeň – 18. 7. 1942 Piešťany)[9]
- 5. Ada (3. 11. 1864 Praha – 10. 2. 1937 Velké Březno), manž. 1885 Karel Chotek z Chotkova a Vojnína (29. 8. 1853 Velké Březno – 11. 8. 1926 tamtéž)[10]
- 6. Karel (18. 5. 1866 Červený Hrádek – 14. 11. 1914 Olomouc), svobodný a bezdětný[11]